# 原始共産制
原始共産制（げんしきょうさんせい、ドイツ語: Urkommunismus、英語: primitive communism）は、 カール・マルクスとフリードリヒ・エンゲルスによる用語で、私有制が普及する以前の人類の社会体制であり、共産制の1形態とされる。マルクス主義の唯物史観における5つの発展段階の最初の段階である。

## 概要
通常 カール・マルクスと結びつけて考えられている用語であるが、詳細はフリードリヒ・エンゲルスによって『家族・私有財産・国家の起源』の中で叙述された。原始共産制は、人類の歴史における基本的な富に対する集合的な権利、社会的関係における平等主義、階層化と搾取の発生に先行すると考えられる権威的な統治や階級の欠如などを示している。原始共産制に関して、マルクスとエンゲルスは、アメリカ州の先住民族の村落の構造を「古代氏族の自由、平等、友愛」や「生活における共産主義」と語ったルイス・ヘンリー・モーガンの大きな影響を受けた。
原始共産制のモデルは人類の初期の社会である狩猟採集社会に見られ、そこには階級支配は無く、富の余剰も作成されない。更にいくつかの原始社会では食料や衣服などの全てが共有され、「共産主義」の目標に関連した特徴が含まれている。それは私有制以前の社会の自発性であり、共産主義が焦点とする平等主義の系列でもある。
原始共産制の社会では、健全な身体を持つ全ての人間は食料の獲得に従事し、狩猟や収集により産み出されたものを全員が共有する。原始人の生活では産み出されたものは即座に消費されるため、余剰は産み出されず、衣服などの個人的な物品を除けば私有財産はほとんど存在しなかったであろう。長い時間存在したものは道具や家などわずかであり、それらは共同で保持された。そして国家は存在しなかったであろう。
動物の家畜化と植物の栽培などの新石器革命で開始された牧畜と農業は、原始共産制から階級社会への過渡期（アジア的生産様式）の原動力とみられており、独占的所有権と奴隷の発生により、必然的に不平等が形成された。更に人々の一部は加工、文化、哲学、科学などの異なった活動に専門化され、それらは社会階級に発展していったと言われている。

## その他
有史以降、原始共産制とされる主な例には以下がある。
- ピタゴラス教団
- 古代ギリシアのスパルタ[4] - ただし支配階級間。しばしば私有財産制のアテネと対比される。
- 「使徒行伝」が記す限りでの初期イェルサレム教会[5]
- マズダク教、サーサーン朝ペルシアに発生した古代ペルシア哲学の思想・学派。マズダクの教えは様々な方法で社会革命の招きだと理解されうる。マズダクの教えは原始共産制「共産主義」だと言われてきた[6]。『教義』マズダクの教えは、一切の平等を説く社会的抗議運動だったと思われる。そのため一時期、共産主義国の学者によって積極的に研究された[7]。

- 古代から中世のゲルマン人[8][9] - しばしば私有財産制のローマ帝国と対比される。

近代以降、国家規模で原始共産制を目指したとされる主な体制には以下がある。
- 毛沢東時代の中華人民共和国[10][11]
- 徹底的に都市文明を否定して農業以外の活動を禁止したポル・ポト派による民主カンプチア[12][13][14]

## 関連書籍
- エンゲルス　『家族・私有財産・国家の起源』　土屋保男 訳、新日本出版社〈科学的社会主義の古典選書〉、1999年
- Christophe Darmangeat , Le Communisme  primitif  n’est plus ce qu’il était, Collectif d'édition Smolny , 2009
- en:Alain Testart, Le communisme primitif, économie et idéologie, Maison des Sciences de l'Homme, 1995